# Molnár Géza (zenetörténész)
Molnár Géza, született Müller Géza (Pest, 1870. szeptember 7. – Budapest, 1933. december 19.) bölcseleti doktor, zeneakadémiai tanár, zenetörténész, esztéta.

## Életútja
Müller Dávid (1825–1907) gyáros, háztulajdonos és Neustadtl Jozefa (1836–1897) fia. Középiskolai tanulmányait a budapesti katolikus főgimnáziumban végezte, majd a Budapesti Tudományegyetemen jogot és bölcseletet hallgatott és bölcseletdoktori oklevelet nyert. Müller családi nevét 1887-ben változtatta Molnárra. 1890-ben meghívta Vadnai Károly a Fővárosi Lapokhoz, melynek több évig műkritikusa volt és ahová számos esztétikai cikket írt. Később tanulmányutakat tett és zenetörténeti kutatásokat végzett Olaszországban és Németországban; egyúttal Lipcsében folytatta zeneelméleti tanulmányait. Az 1896-os millenniumi ünnepségek zenetörténeti csoportbiztosa volt. 1897-ben Mikszáth Kálmán meghívására az Országos Hírlap zenerovat-vezetője lett, 1899-től pedig a Pester Lloyd műbírálója volt. 1900-ban a közoktatásügyi miniszter kinevezte az Zeneakadémiához a magyar zene elméletének tanárává; 1902-től e tanszakon felül a magyar zene történetét is előadta. 1905-ben egyetemi magántanár lett, 1918-tól a Budapesti Tudományegyetemen a zenetudomány rendkívüli tanára volt. Munkatársa volt az Encyclopædia Britannicának.
Cikkei a Képes Családi Lapokban (1892. Rajz és Zenevilág); a Zenelapban (1892. Ének a szalonban, a magyar műdal érdekében), a Fővárosi Lapokban (1893. Az operáról, Országos zeneakadémia, Liszt Ferencz, a soproni szobor-leleplezés alkalmából; Zenészeti szemle, Serly Lajos zenekara. 1894. A jubiláló «Hunyadi», Három évig intendans: gr. Zichy Gézáról, M. kir. operaház 1884-94., 1895. Bianchi Bianca, a lapnak színházi tudósítója is volt); a Nemzetbe (1897) bayreuthi leveleket írt; a Hétnek 1898-tól rendes zenei cikkírója; a Budapesti Szemlében (1899. Perosi és az egyházi zene, Három új dalmű: Roland mester, A hadi fogoly, Kukuska, 1900. Humor a programmzenében, A homerosi kérdés zenei megoldása); A Pester Lloydban (1899. Petőfi a magyar zenében); az Uj Magyar Szemle (1900.) majd minden füzetébe írt zenei krónikát, az Uj Időkben többek közt az 1621. Picchi-féle olasz «Balli d'arpicorolo» gyűjtemény magyar tánczainak első ismertetését írta. A Magyar Tudományos Akadémia számára gyűjtötte a zenei- és ének-műszókat.

## Munkái
- A magyar hangsor akusztikai világításban. Budapest, 1900. (Különnyomat a Mathem. és természettud. Értesítőből. Előterjesztette Eötvös Loránd báró a m. tudom. akadémia III. osztályában.).
- A zene elmélete, története és aesthetikája. I. kötet. Bevezető a zenetudományba. Az összhangtan, ellenponttan, alaktan és hangszereléstan vázlata. Magyar zene. Budapest, 1901. (Az Athenaeum Kézikönyvtára XIX.)
- Bevezető a zenetudományba. Budapest, 1901.
- Általános zenetörténet I–II. Budapest, 1911–1916.
- A zene a szocialista társadalomban. Budapest, 1919.